# ربکا پارکش
ربکا پارکش (مجاری: Rebecca Parkes؛ زادهٔ ۱۶ اوت ۱۹۹۴) بازیکن واترپلو زن اهل مجارستان است.